# 総合理工学研究科
総合理工学研究科（そうごうりこうがくけんきゅうか）は、日本の大学院にある研究科。
「総理工（そうりこう）」と呼ぶ場合は、昭和50年代に東京工業大学や九州大学に設立された独立専攻大学院を指す場合が多い。

## 設置大学院
- 信州大学大学院
- 島根大学大学院
- 近畿大学大学院
- 東海大学大学院
- 東京都市大学大学院

## 種類

### 独立専攻大学院
東京工業大学や九州大学においては、学部を持たない独立専攻大学院を意味し、理工系学部とは別のキャンパスに設置されている。地方大学の大学院が充実していない（特に博士課程）昭和50年代に設置された。大学院重点化の先駆け、大学院進学時の流動性の確保するためのモデルケースとされている。
これらの総合理工学研究科は学部のあるキャンパスとは異なるため、東京工業大学では「長津田」もしくは「すずかけ台」、九州大学では「総理工」（そうりこう）と呼称して区別することが多い。
なお、九州大学の大学院総合理工学研究科は、現在は学生の属する総合理工学府と教員の所属する総合理工学研究院に、東京工業大学は6つの大学院研究科を、2016年4月に6つの学院に再編がなされている。

### 理工系大学院の一名称
島根大学の総合理工学研究科は単に総合理工学部に対応した大学院を指し、近畿大学の総合理工学研究科は理工学部に対応した大学院を指す。

### 複数の修士課程を統合した博士課程
東海大学に設置されている大学院博士課程総合理工学研究科。湘南キャンパスの修士課程（理学研究科、工学研究科）を主体とするが、清水キャンパスの海洋学研究科修士課程、熊本キャンパスの産業工学研究科修士課程に対応した博士課程である。